# اهناتال
اهناتال (به آلمانی: Ahnatal) یک شهر در آلمان است که در کاسل واقع شده‌است.

## خصوصیات
اهناتال ۱۸٫۰۳ کیلومترمربع مساحت دارد ۲۶۵ متر بالاتر از سطح دریا واقع شده‌است.